# Радмило Анђелковић
Радмило Анђелковић (Београд, 1942) српски је писац научне фантастике, сценариста, глумац, културни активиста и педагог.
Један је од оснивача угледног Друштва љубитеља фантастике „Лазар Комарчић“ из Београда.

## Рана каријера у позоришту, сценаристици и новинарству
Анђелковић је у уметностима активно од детињства — учествовањем 1949. у кратком играном филму „Један дан у Зоолошком врту“ и уласком у Дечју радио групу „Никола Тесла“, затим глумом у Дечјем позоришту „Бошко Буха“, па поново у радијском позоришту, као и следећим филмским улогама попут оне у филму „Ципелице на асфалту“.
Преломна је била 1957. године и сусрет са штампаним медијумом преко чувеног дечјег листа „Пионири“, чији је постао сарадник у 15. години, пењући се са самог дна професионалне лествице, од потрчка до каснијег писца и сценаристе. У периоду 1957-1959. Анђелковић сарађује са једним од највећих српских стрипара и ликовних уметника свих времена, Александром Хецлом, пишући за њега и сценарије за позната дела „Винету“ и „Баф, вођа каравана“.
Паралелно са сценаристиком и новинарством, Анђелковић је и даље гајио љубав према драмским уметностима кроз трупе „Универзитетска експериментална сцена“ и МАСКА. Круна тог периода је било стварање трупе Театар ЛЕВО у КУД „Иво Лола Рибар“ где је Анђелковић играо у прве две представе („Ћелава певачица“ Јонеска и „Хиљаду корњача под сунчаним небом Андалузије“).

## Као писац научне фантастике
Нови период је почео дипломирањем на Технолошком факултету 1967. и запошљавањем у технолошко-истраживачкој струци. У њој је радио — већином у Војно-техничком институту — све до пензионисања 1994. Научно-истраживачка делатност је била добра основа за тзв. „тврду научну фантастику“ (научну спекулацију), која је била доминантни тренд и у попкултури нашег времена и у каснијем Анђелковићевом опусу.
Ауторово враћање писаној речи је појачано оснивањем друштва љубитеља фантастике „Лазар Комарчић“ 1981/1982, где је Анђелковићева улога била једна од кључних. Био је председник друштва, предавач, организатор и један од уредника „Емитора“, фанзина који је у свом развоју овенчан и славом најбољег у Европи.
Поред књижевности, Анђелковић се у том периоду опет бавио стрипском сценаристиком („Рамболд“ са Асканијом Поповићем и дечји серијали по Хана-Барбериним лиценцама).
По оцени средње и млађе генерације писаца, Анђелковићеве приче, новеле и романи представљају један од брендова савремене српске научне фантастике још од 1980-их, када је она почела поново да добија свој глас. Четири књиге и 30-ак прича представљају онај део опуса који је до сада објављен и награђиван еснафским наградама, а који се и два пута нашао у изборима најбољих међународних остварења.
Поред наведеног Анђелковић је и неуморни педагог и инструктор, било кроз књижевне радионице Друштва љубитеља фантастике „Лазар Комарчић“, било кроз појединачне сарадње.

### Награде и признања
- Награда „Лазар Комарчић“ за најбољу домаћу новелу објављену 1986. („Варница“)
- Награда „Лазар Комарчић“ за најбољи домаћи роман објављен 1997. (Сва вучја деца)
- Награда „Лазар Комарчић“ за најбољи домаћи роман објављен 2002. (Грбовник))
- Награда „Лазар Комарчић“ за најбољу домаћу причу објављену 2003. („Обичан дан за пецање“)